# Norrköpings kontrakt
Norrköpings kontrakt är ett kontrakt i Linköpings stift inom Svenska kyrkan.
Kontraktskoden är 0208. 

## Administrativ historik
Kontraktet omfattade från före 1952
- Norrköpings S:t Olai församling från 2010 benämnt Norrköpings S:t Olofs församling
- Norrköpings Hedvigs församling som 2010 uppgick i Norrköpings S:t Olofs församling
- Norrköpings Matteus församling före 1939 benämnt Norrköpings Norra församling och som 2010 uppgick i Norrköpings S:t Olofs församling
- Norrköpings S:t Johannes församling
- Styrstads församling som 2010 uppgick i Norrköpings S:t Johannes församling
- Tingstads församling som 2010 uppgick i Norrköpings S:t Johannes församling
- Vrinnevi församling som 2010 uppgick i Norrköpings Borgs församling
- Norrköpings Östra Eneby församling som 2010 uppgick i Kolmårdens församling
- Svärtinge församling som 2010 uppgick i Kolmårdens församling
- Norrköpings Borgs församling
- Krokeks församling som 2010 uppgick i Kolmårdens församling
- Kvillinge församling som 2010 uppgick i Kolmårdens församling
- Simonstorps församling som 2010 uppgick i Kolmårdens församling
- Kullerstads församling som 2010 uppgick i Norrköpings Borgs församling
- Furingstads församling som 1962 överfördes till Vikbolands och Hammarkinds kontrakt
- Dagsbergs församling som 1962 överfördes till Vikbolands och Hammarkinds kontrakt
- Kimstads församling som 1962 överfördes till Bankekinds och Skärkinds kontrakt och återfördes hit därifrån 1992

1952 tillfördes från Strängnäs stift och Nyköpings västra kontrakt
- Kvarsebo församling som 2010 uppgick i Kolmårdens församling

1962 tillfördes från Bergslags kontrakt
- Vånga församling som 2010 uppgick i Norrköpings Borgs församling

1992 tillfördes från Bankekinds och Skärkind kontrakt
- Skärkinds församling som 2010 uppgick i Norrköpings Borgs församling

Från 2014 ingår samtliga i kontraktet ingående församlingar i ett pastorat, Norrköpings pastorat.
Norrköpings kontrakt har tidigare kallats Lösings, Bråbo och Memmings häraders prosteri.

## Kontraktsprostar[1]

### Lösings härad
| Ämbetstid | Namn                | Levnadstid | Övrigt                              |
| --------- | ------------------- | ---------- | ----------------------------------- |
| 1520      | Olaus Esberni       |            | Kyrkoherde i Styrestads församling. |
| 1542      | Jonas Francisci     |            | Kyrkoherde i Styrestads församling. |
| 1576      | Ericus Holm         |            | Kyrkoherde i Styrestads församling. |
| 1609      | Jonas Stigh         |            | Kyrkoherde i Styrestads församling. |
| 1637      | Joannes Stijgh      |            | Kyrkoherde i Styrestads församling. |
| 1735–1736 | Nicolaus Corylander | 1675–1736  | Kyrkoherde i Styrestads församling. |
| 1738–1747 | Johan Wiman         | 1687–1747  | Kyrkoherde i Tingstads församling.  |

### Memmings härad
| Ämbetstid | Namn          | Levnadstid | Övrigt                         |
| --------- | ------------- | ---------- | ------------------------------ |
| 1750–1771 | Petrus Trysén | 1689–1771  | Kyrkoherde i Borgs församling. |

### Memming, Lösing och Bråbo härader
| Ämbetstid | Namn                     | Levnadstid | Övrigt |
| --------- | ------------------------ | ---------- | --- |
| 1346      | Canutus Haqvini          |            | Kyrkoherde i Kvillinge församling                                                                                          |
| 1364–1383 | Hemmingus                | –1411      | Kyrkoherde i Östra Eneby församling.                                                                                       |
| 1409      | Kanutus                  |            | Kyrkoherde i Kvillinge församling.                                                                                         |
| 1487      | Öijarus Petri            |            | Kyrkoherde i Norrköpings S:t Olai församling.                                                                              |
| 1552      | Niels Bruse              |            | Kyrkoherde i Norrköpings S:t Olai församling.                                                                              |
| 1570–1575 | Petrus Johannis Gothus   | 1536–1616  | Kyrkoherde i Norrköpings S:t Olai församling.                                                                              |
| 1575–1599 | Nicolaus Nicolai         | –1608      | Kyrkoherde i Dagsbergs församling.                                                                                         |
| 1599–1637 | Hans Matthiæ             | 1570–1637  | Kyrkoherde i Norrköpings S:t Olai församling.                                                                              |
| 1639-1658 | Claudius Prytz           | 1585-1658  | Kyrkoherde i Norrköpings S:t Olai församling.                                                                              |
| 1660–1668 | Johannes Lothigius       | 1604–1668  | Kyrkoherde i Norrköpings S:t Olai församling.                                                                              |
| 1670–1672 | Johannes Enander         | 1623–1672  | Kyrkoherde i Norrköpings S:t Olai församling.                                                                              |
| 1675–1692 | Arvidus Rydelius         | 1620–1692  | Kyrkoherde i Norrköpings S:t Olai församling.                                                                              |
| 1692–1724 | Petrus Asp               | 1667–1726  | Kyrkoherde i Norrköpings S:t Olai församling.                                                                              |
| 1724–1725 | Hans Andreæ Gädda        | 1670–1725  | Kyrkoherde i Norrköpings S:t Olai församling.                                                                              |
| 1727–1734 | Claudius Magni Livin     | 1666–1734  | Kyrkoherde i Norrköpings S:t Olai församling.                                                                              |
| 1735–1750 | David Evensson           | 1699–1750  | Kyrkoherde i Norrköpings S:t Olai församling. Kontraktsprost över Bråbo och Memmings härader 1735 och Lösings härad 1747.  |
| 1750–1790 | Petrus Lagerman          | 1706–1790  | Kyrkoherde i Norrköpings S:t Olai församling. Kontraktsprost över Bråbo och Lösingss härader 1750 och Memmings härad 1772. |
| 1790–1808 | Paul Juringius           | 1745–1808  | Kyrkoherde i Kimstads församling.                                                                                          |
| 1808–1821 | Johan Lagerström         | 1753–1821  | Kyrkoherde i Styrestads församling.                                                                                        |
| 1822–1823 | Anders Johan Fogelstrand | 1773–1823  | Kyrkoherde i Kvillinge församling.                                                                                         |
| 1824–1832 | Carl Axel Juringius      | 1777–1832  | Kyrkoherde i Kimstads församling.                                                                                          |
| 1832      | Nils Mobeck              | 1792–1856  | Kyrkoherde i Kvillinge församling.                                                                                         |
| 1843      | Jon Wåhlander            |            | Kyrkoherde i Östra Husby församling.                                                                                       |
| 1855      | Herman Rundgren          | 1819–1906  | Kyrkoherde i Norrköpings S:t Olai församling.                                                                              |
| 1870–1878 | Johan August Grevillius  | 1816–1878  | Kyrkoherde i Norrköpings Hedvig församling.                                                                                |
| 1878–1882 | Bengt Liljeblad          | 1834–1882  | Kyrkoherde i Norrköpings S:t Olai församling.                                                                              |
| 1882      | Christian Ekeborgh       | 1824–1906  | Kyrkoherde i Östra Eneby församling.                                                                                       |
| 1904–1906 | Walfrid Sandberg         | 1836–1906  | Kyrkoherde i Norrköpings S:t Olai församling.                                                                              |
| 1906–1914 | Johan Fogelqvist         | 1843–1926  | Kyrkoherde i Norrköpings Hedvig församling.                                                                                |
| 1914–1931 | Carl Sundell             | 1857–1947  | Kyrkoherde i Östra Eneby församling.                                                                                       |
| 1939–1940 | Oscar Fredrik Sjöberg    | 1884–1941  | Kyrkoherde i Norrköpings Hedvig församling.                                                                                |
| 1941–1950 | Gunnar Lindgren          | 1884–1954  | Kyrkoherde i Norrköpings Borgs församling.                                                                                 |
| 1954–1956 | David Glimborg           | 1889–1968  | Kyrkoherde i Norrköpings S:t Johannes församling.                                                                          |
| 1956–1963 | Gerhard Thorén           | 1896–1989  | Kyrkoherde i Krokeks församling.                                                                                           |
| 1973–1978 | Bertil Andræ             | 1914–2000  | Kyrkoherde i Norrköpings Hedvig församling.                                                                                |
| 1981–1984 | Ingmar Wingren           | 1921–      | Kyrkoherde i Norrköpings Matteus församling.                                                                               |
| 2017–2022 | Thomas Wärfman           | 1962–      | [ 4 ] |
| 2022–     | Katarina Wändahl         | 1969–      | Kyrkoherde i Norrköpings pastorat.                                                                                         |